# 郝妮爾
郝妮爾（1989年—），臺灣小說家、散文家，出生於臺灣宜蘭縣，國立東華大學華文文學研究所藝術碩士（M.F.A.），作品以小說、散文為主。曾獲Openbook好書獎-年度中文創作、鐘肇政文學獎、林榮三文學獎、蘭陽文學獎、後山文學奬、東華文學獎等，著有、《我家，或隔壁》、《卡西與他們的瓦斯店》、《去你媽的世界》等作品。